# Часопис за културу, умјетност и науку "Хомер"
Часопис за културу, умјетност и науку "Хомер" је звучна публикација ЈУ Специјалне библиотеке за слијепа и слабовида лица Републике Српске.

## Историјат
"Хомер" је часопис Специјалне библиотеке који излази тромјесечно у звучном (mp3)формату.
Први број изашао је у јуну 2011. године.
ISSN 2232-9951
Први спикер "Хомера" била је Дијана Тепшић, а тонски сниматељ Жарко Лаловић.
Од седмог броја чланке за часопис је читао Драшко Ратковић, а тонски обрађивао Дејан Косић.
Тренутно посао спикера и тонца обавља Саша Рожић, који се часопису прикључио 2015. године.

## Редакција
Главна и одговорна уредница часописа је Јелена Радаковић. Остали чланови редакције су Јовица Радановић и Драгана Божић.

## Технички детаљи
Часопис се снима у тонском студију Библиотеке (ул. Фране Супила 31 ф) у mp3 формату. Први број је снимљен и у DAISY формату.
Часопис је бесплатан и првенствено је намијењен особама са оштећеним видом (слијепим и слабовидми лицима) и излази у тиражу од 200 бројева.